# WC and the Maad Circle
WC and the Maad Circle – zespół hip-hopowy pochodzący z Los Angeles, w którego skład wchodzili WC, Coolio, Sir Jinx i DJ Crazy Toones.
Zespół wydał dwa albumy, Ain’t a Damn Thang Changed w 1991 roku i Curb Servin w 1995.

## Dyskografia

### Albumy
| Rok  | Tytuł                      | Notowania     | Notowania              | Notowania   | Certyfikacje według RIAA |
| Rok  | Tytuł                      | Billboard 200 | Top R&B/Hip hop albums | Heatseekers | Certyfikacje według RIAA |
| ---- | -------------------------- | ------------- | ---------------------- | ----------- | ------------------------ |
| 1991 | Ain’t a Damn Thang Changed | –             | 55                     | 29          | złoto                    |
| 1995 | Curb Servin’               | 85            | 15                     | –           | złoto                    |

### Single
| Rok  | Tytuł                                     | Notowania         | Notowania       | Notowania             | Album                      |
| Rok  | Tytuł                                     | Billboard Hot 100 | Hot rap singles | Hot R&B/Hip-hop songs | Album                      |
| ---- | ----------------------------------------- | ----------------- | --------------- | --------------------- | -------------------------- |
| 1991 | „Dress Code”                              | –                 | –               | –                     | Ain’t a Damn Thang Changed |
| 1995 | "West Up!” (featuring Mack 10 & Ice Cube) | 88                | 16              | 50                    | Curb Servin’               |
| 1996 | „The One”                                 | –                 | 40              | 76                    | Curb Servin’               |